# Fiat 130
Der Fiat 130 ist ein Pkw mit Sechszylinder-V-Motoren, der von Fiat zwischen Anfang 1969 und Ende 1977 hergestellt wurde. Mit diesem Modell trat Fiat nach langer Abwesenheit wieder in die Oberklasse ein. Außer den serienmäßig gebauten viertürigen Limousinen und zweitürigen Coupés (zusammen knapp 19.500 Fahrzeuge) entstanden auch verschiedene Sonderaufbauten.

## Varianten

### 130 Limousine

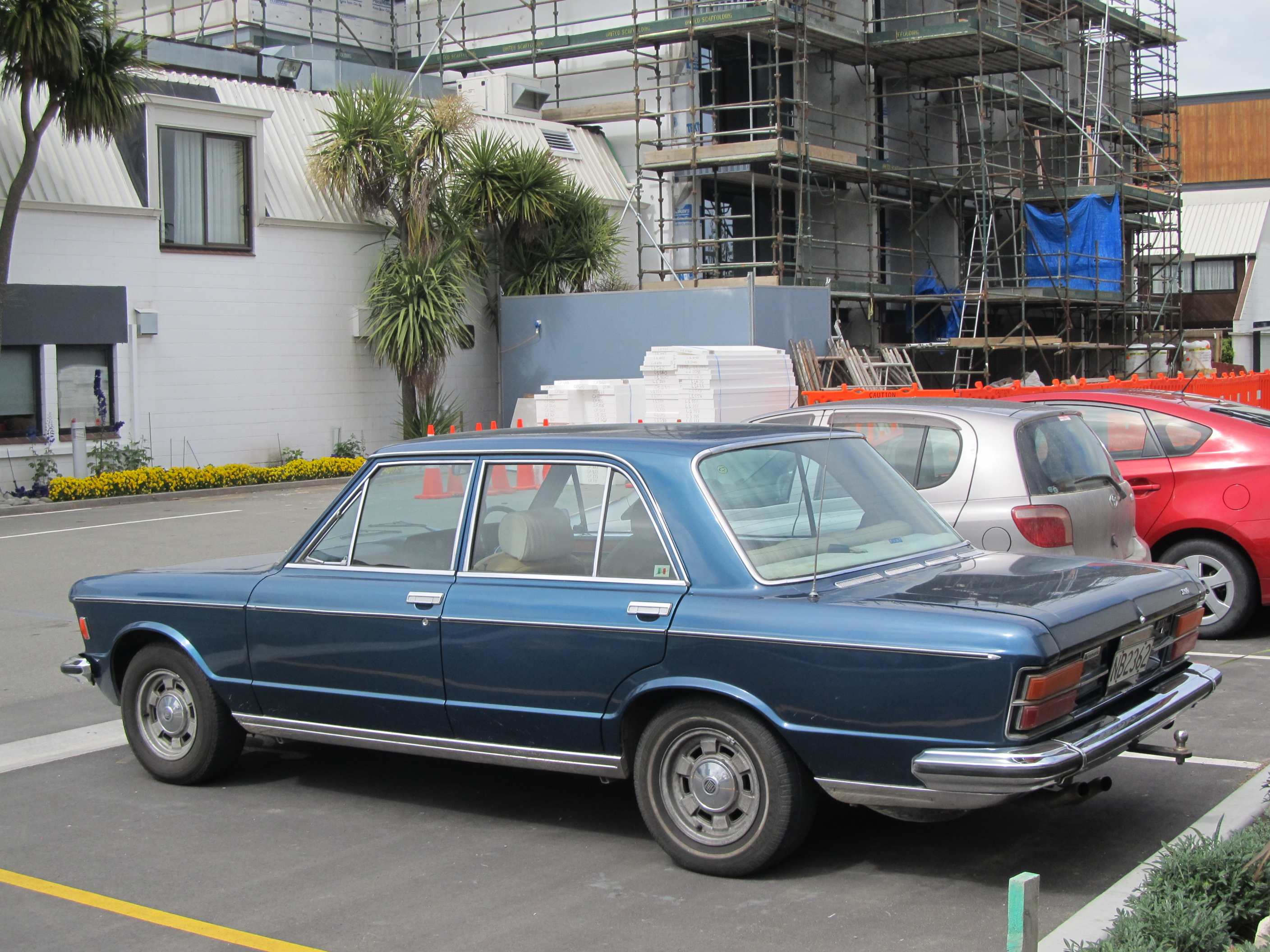
Heckansicht

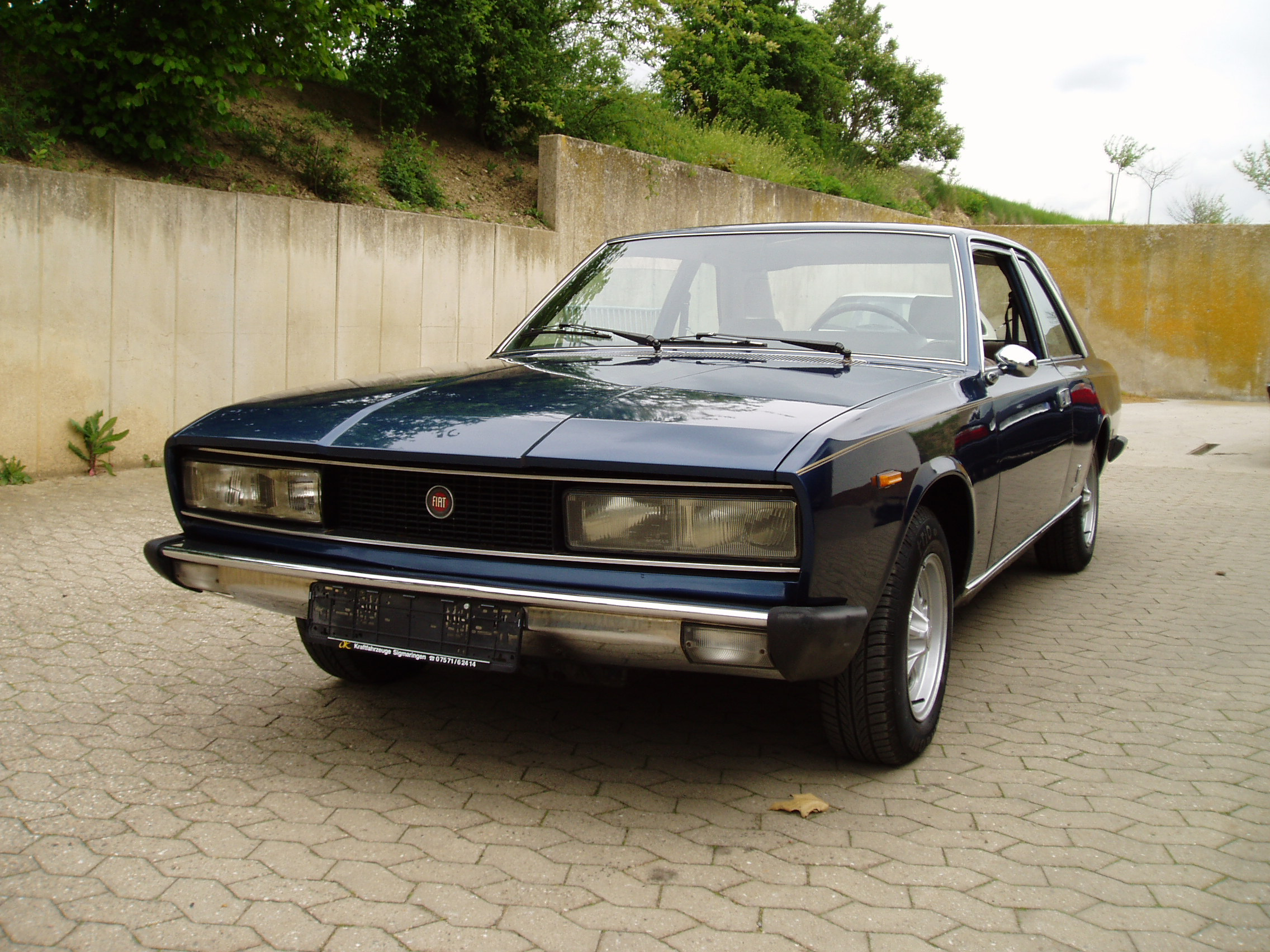
Fiat 130 Coupé (1971–1977)

Im Frühjahr 1969 kam die Limousine auf den Markt. In der ersten Version diente ein V6-Motor mit 2,9 Litern Hubraum und anfangs 103 kW (140 PS), später mit 118 kW (160 PS) als Antriebsquelle. Mit einer um 6 mm vergrößerten Bohrung und damit 3,2 Liter Hubraum leistete er in der zweiten Serie ab Frühjahr 1971 sowie im Coupé 121 kW (165 PS). Den Motor hatte Aurelio Lampredi entworfen, es handelt sich dabei aber nicht um den Motor des Ferrari Dino, wie vielfach behauptet. Lampredi hatte unter anderem auch bei Ferrari gearbeitet.
Der Motorblock aus Grauguss hat einen Bankwinkel von sechzig Grad; die Zylinderköpfe sind aus einer Aluminiumlegierung und haben pro Zylinderbank eine von einem Zahnriemen angetriebene obenliegende Nockenwelle. Die Köpfe sind eine typische Lampredi-Konstruktion der damaligen Zeit und denen des Vierzylindermotors für den Fiat 128 sehr ähnlich. Sie sind zweiteilig ausgeführt, ein Gussteil trägt die keilförmigen Brennräume und die Gaskanäle, Ventilsitze und parallel hängenden Ventile, ein zweites trägt die Nockenwelle mit ihrer Lagerung. Das Ventilspiel wird durch oben in die Tassenstößel eingelegte Distanzplättchen eingestellt und folgt damit der für Fiat patentierten Lampredi-Entwicklung. Da die Ventile nicht in der Zylinderachse stehen, sondern schräg dazu und bei Sicht entlang der Motorlängsachse ins Innere des Zylinder-V hinein schräg, ergibt sich für die Auslasskanäle des Motors mit einem sehr kleinen Radius im Zylinderkopf eine ungünstige Gasführung. Dies führte dazu, dass dieser Motor keine herausragende Leistungsabgabe erreichte. Nicht einmal die Sportvariante im Abarth SE 030 für den Giro d’Italia, ein Wettbewerbsfahrzeug auf Basis des gleichzeitig entwickelten Lancia Montecarlo, kam mit 3,6 Litern Hubraum über 265 PS (195 kW) hinaus.
Die Karosserie der Limousine wurde in Fiats eigenem Centro Stile entworfen; verantwortlicher Designer war dessen Leiter Felice Mario Boano. Die Form war aus den Linien des Fiat 128 entwickelt; die Karosserie des 130 trug allerdings wesentlich mehr Chromschmuck. Boanos Entwurf war von Beginn an Gegenstand teilweise harter Kritik. Auch heute noch wird die Limousine von einigen Autoren als „stilistisch verfehlt“ oder „barock und schwülstig“ beschrieben. Gänzlich anders fiel das Urteil der ostdeutschen Fachzeitschrift KFT aus, die die Formgestaltung als klar und zweckgerecht bewertete. Auffällig war die ausgesprochen niedrige Gürtellinie. Die Karosserie war 4750 mm lang, 1803 mm breit, 1473 mm hoch und wog zwischen 1474 und 1615 kg.
Alle Räder sind einzeln aufgehängt. Die Vorderräder werden von je einem Querlenker und einem Dämpferbein geführt, mit längsliegenden Torsionsfederstäben und Querstabilisator. Die Hinterräder werden von Dämpferbeinen und sehr langen diagonal angeordneten Lenkern, auf den sich die Schraubenfedern abstützen, den Antriebswellen und einem weiteren Querlenker, der zum Einstellen der Vorspur verstellbar ist, geführt. Vorne wie hinten sind Querstabilisatoren eingebaut. Der Fiat 130 hat eine Zweikreisbremse mit Bremskraftverstärker und Bremskraftregler für die Hinterräder und Scheibenbremsen an allen Rädern.
Der 130 konnte auf Wunsch mit zahlreichen Extras ausgerüstet werden: Klimaanlage, elektrische Fensterheber, Sperrdifferential, Leichtmetallräder, Transistorzündung, Lederausstattung und Automatikgetriebe.
Allerdings fehlte es wohl zumindest in Deutschland an entsprechend vorbereiteten Händlern, die ein solch luxuriöses Modell anbieten und warten konnten, weshalb der 130 nicht sehr erfolgreich war. Daran änderte auch die technische Überarbeitung im Frühjahr 1971 und der dabei eingeführte größere 3,2-Liter-Motor mit 121 kW (165 PS) nichts. Nach rund 15.000 produzierten Exemplaren wurde die Limousine zum Jahresende 1976 schließlich aus dem Angebot genommen.

### 130 Coupé
Das Fiat 130 Coupé wurde ab Frühjahr 1971 in kleiner Stückzahl bei Pininfarina produziert.
Mit 3238 cm3 Hubraum leistete der Motor 121 kW (165 PS).
Das Coupé ist bei Pininfarina entworfen worden; ausführende Designer waren Paolo Martin und Leonardo Fioravanti. Dieses Auto gilt bis heute als Design-Meilenstein. Wesentliche Merkmale des Entwurfs finden sich beim ebenfalls von Pininfarina entworfenen Rolls-Royce Camargue wieder. Die Maße des Coupés betrugen L × B × H = 4842 mm × 1760 mm × 1378 mm, das Gewicht lag zwischen 1559 und 1600 kg.
Ungeachtet dessen war das 130 Coupé jedoch kein wirtschaftlicher Erfolg. Es fanden sich nicht genug Kunden für ein derart teures Fahrzeug, das unter der Marke Fiat verkauft wurde.
Ende 1977 wurde die Produktion nach knapp 4500 Exemplaren eingestellt.

### Besondere Aufbauten

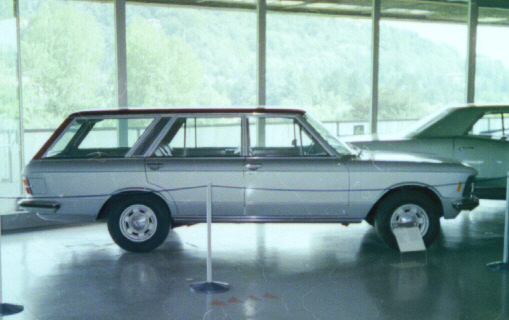
Fiat 130 Kombi (Prototyp)

#### Werksaufbauten
Fiat fertigte Anfang der siebziger Jahre einen Prototyp für einen Kombi, der nicht in Serie ging. Basis war die Limousine.

#### Pininfarina-Entwürfe
Pininfarina leitete in den 1970er-Jahren zwei Sondermodelle von seinem Coupé-Entwurf ab, die jeweils Einzelstücke blieben:
- Der Fiat 130 Maremma war ein dreitüriger Sportkombi im Stil eines Shooting Brakes. Das Fahrzeug trug hinter der B-Säule eine großflächige Verglasung. Die Kofferraumklappe war stark geneigt und öffnete weit.[5]
- Der Fiat 130 Opera war eine viertürige Stufenhecklimousine, die das Design des 130 Coupés konsequent fortschrieb. Der Wagen wurde allgemein als deutlich eleganter empfunden als die Limousine von Fiat; gleichwohl wurde die Serienproduktion nicht aufgenommen.

#### Weitere Aufbauten
- Officine Introzzi aus dem norditalienischen Lipomo fertigte in den späten 1970er-Jahren mindestens einen Kombi auf der Basis der Werkslimousine, der Seitenverkleidungen aus Holzimitat trug und den Stil amerikanischer „Woodies“ imitierte[6].
- Die Carrozzeria Pilato stellte fünf Bestattungsfahrzeuge auf der Basis der Werkslimousine her; die Carrozzeria Casale produzierte mindestens ein Bestattungsfahrzeug auf der Grundlage des 130 Coupé.

## Fiat 130 im Kino
Ein blaues Fiat 130 Coupé ist in dem Film Sie nannten ihn Plattfuß mit Bud Spencer aus dem Jahr 1973 zu sehen. Der Wagen wurde für eine Verfolgungsjagd durch Neapel eingesetzt, Kommissar Rizzo – genannt Plattfuß – verfolgte damit einen Lamborghini Espada. Man kann deutlich erkennen, dass der Wagen mit Automatikgetriebe ausgestattet gewesen ist und ein Turiner Kennzeichen (TO für Torino) besessen hat. Es liegt nahe, auch anhand der Dialoge, dass der Hersteller versucht hatte, das Kaufinteresse und das Image der Marke Fiat in der Oberklasse zu verbessern.
Ebenfalls in einem Bud-Spencer-Film mit deutschem Titel Plattfuß räumt auf oder auch bekannt als Plattfuß in Hong Kong aus dem Jahr 1975 ist eine silberne Fiat-130-Limousine zu sehen. Der Wagen wurde für eine Beschattungsfahrt durch Neapel eingesetzt, Kommissar Rizzo – genannt Plattfuß – mit seinem am Steuer sitzenden Assistenten und 2 weiteren Insassen verfolgten damit ein Porsche 911 Coupé.

## Fiat 130 im TV-Film
Ein Fiat 130 spielte in der ARD-Krimireihe Tatort bis 2018 eine Nebenrolle: Kommissar Kopper aus dem Tatort Ludwigshafen am Rhein fuhr als Dienstwagen eine Fiat-130-Limousine der zweiten Serie (Baujahr 1971).

## Technische Daten
| Technische Daten Fiat 130                   | | | |
| Fiat 130:                                   | Limousine 2900                                                                                      | Limousine 3200                                                                                      | Coupé 3200                                                                                          |
| Motor:                                      | 6-Zylinder-V-Motor (Viertakt), Gabelwinkel 60°                                                      | 6-Zylinder-V-Motor (Viertakt), Gabelwinkel 60°                                                      | 6-Zylinder-V-Motor (Viertakt), Gabelwinkel 60°                                                      |
| Hubraum:                                    | 2866 cm³                                                                                            | 3238 cm³                                                                                            | 3238 cm³                                                                                            |
| Bohrung × Hub:                              | 96 × 66 mm                                                                                          | 102 × 66 mm                                                                                         | 102 × 66 mm                                                                                         |
| Leistung bei 1/min:                         | 118 kW (160 PS) bei 5800                                                                            | 121 kW (165 PS) bei 5600                                                                            | 121 kW (165 PS) bei 5600                                                                            |
| Max. Drehmoment bei 1/min:                  | 226 Nm bei 3400                                                                                     | 260 Nm bei 3400                                                                                     | 260 Nm bei 3400                                                                                     |
| Verdichtung:                                | 9,0:1                                                                                               | 9,0:1                                                                                               | 9,0:1                                                                                               |
| Gemischaufbereitung:                        | 1 Fallstrom-Doppelvergaser Weber 45 DFC                                                             | 1 Fallstrom-Doppelvergaser Weber 45 DFC                                                             | 1 Fallstrom-Doppelvergaser Weber 45 DFC                                                             |
| Ventilsteuerung:                            | eine obenliegende Nockenwelle je Zylinderbank, Zahnriemen                                           | eine obenliegende Nockenwelle je Zylinderbank, Zahnriemen                                           | eine obenliegende Nockenwelle je Zylinderbank, Zahnriemen                                           |
| Kühlung:                                    | Wasserkühlung                                                                                       | Wasserkühlung                                                                                       | Wasserkühlung                                                                                       |
| Getriebe:                                   | ZF-5-Gang-Getriebe, Mittelschaltung a.W. Borg-Warner-Dreigangautomatik (Model 12)                   | ZF-5-Gang-Getriebe, Mittelschaltung a.W. Borg-Warner-Dreigangautomatik (Model 12)                   | ZF-5-Gang-Getriebe, Mittelschaltung a.W. Borg-Warner-Dreigangautomatik (Model 12)                   |
| Radaufhängung vorn:                         | Dämpferbeine, Querlenker, Drehstabfedern, Stabilisator                                              | Dämpferbeine, Querlenker, Drehstabfedern, Stabilisator                                              | Dämpferbeine, Querlenker, Drehstabfedern, Stabilisator                                              |
| Radaufhängung hinten:                       | je ein Schräg- und zwei Querlenker, Dämpferbeine, Schraubenfedern (ähnlich der Camuffo-Hinterachse) | je ein Schräg- und zwei Querlenker, Dämpferbeine, Schraubenfedern (ähnlich der Camuffo-Hinterachse) | je ein Schräg- und zwei Querlenker, Dämpferbeine, Schraubenfedern (ähnlich der Camuffo-Hinterachse) |
| Bremsen:                                    | vier Scheibenbremsen (Durchmesser v/h 27,5/26,25 cm), Bremskraftverstärker                          | vier Scheibenbremsen (Durchmesser v/h 27,5/26,25 cm), Bremskraftverstärker                          | vier Scheibenbremsen (Durchmesser v/h 27,5/26,25 cm), Bremskraftverstärker                          |
| Lenkung:                                    | ZF-Kugelumlauflenkung, hydraulisch servounterstützt                                                 | ZF-Kugelumlauflenkung, hydraulisch servounterstützt                                                 | ZF-Kugelumlauflenkung, hydraulisch servounterstützt                                                 |
| Karosserie:                                 | Stahlblech, selbsttragend                                                                           | Stahlblech, selbsttragend                                                                           | Stahlblech, selbsttragend                                                                           |
| Spurweite vorn/hinten:                      | 1450/1455 mm                                                                                        | 1470/1465 mm                                                                                        | 1470/1465 mm                                                                                        |
| Radstand:                                   | 2720 mm                                                                                             | 2720 mm                                                                                             | 2720 mm                                                                                             |
| Abmessungen:                                | 4750 × 1805 × 1475 mm                                                                               | 4750 × 1805 × 1475 mm                                                                               | 4840 × 1760 × 1380 mm                                                                               |
| Leergewicht:                                | 1510 kg                                                                                             | 1570 kg                                                                                             | 1600 kg                                                                                             |
| Höchstgeschwindigkeit:                      | ca. 185 km/h                                                                                        | 190 km/h                                                                                            | 195 km/h                                                                                            |
| 0–100 km/h:                                 | nicht angegeben                                                                                     | nicht angegeben                                                                                     | nicht angegeben                                                                                     |
| Verbrauch (Liter/100 Kilometer, CUNA-Norm): | 15,0 S                                                                                              | 15,2 S                                                                                              | 15,2 S                                                                                              |
| Preis (DM, 1971/72): (SFr, 1971/72)         | 19.300 24.940                                                                                       | 20.980 28.150                                                                                       | 30.300 39.250                                                                                       |